# Zhangiella nanhainense
Zhangiella nanhainense is een hydroïdpoliep uit de familie Australomedusidae. De poliep komt uit het geslacht Zhangiella. Zhangiella nanhainense werd in 1982 voor het eerst wetenschappelijk beschreven door Zhang. 